# Glenn Gould
Glenn Herbert Gould (Toronto, 25 settembre 1932 – Toronto, 4 ottobre 1982) è stato un pianista, compositore, clavicembalista e organista canadese.

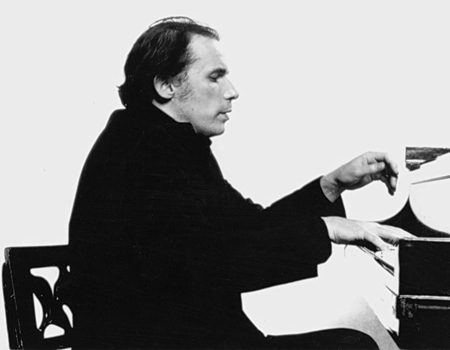
Glenn Gould circa 1980

Annoverato tra i più celebri pianisti di tutti i tempi, era dotato di tecnica eccezionale ed è ricordato per la modernità nella rilettura ed esecuzione dei classici; notevole la sua interpretazione delle opere di Bach grazie alla sua rilevante tecnica contrappuntistica. Incise: l'integrale delle sonate per pianoforte di Mozart, il suo Concerto per pianoforte n. 24, la maggior parte delle sonate per pianoforte di Beethoven nonché tutti i suoi concerti per pianoforte. Fu anche grande interprete della musica di Arnold Schönberg e del repertorio pianistico del Novecento.
Noto anche per il carattere singolare e abitudinario, smise di esibirsi in concerto nel 1964, a soli trentadue anni, dedicandosi completamente alle registrazioni in studio per il resto della sua carriera: questa caratteristica, insieme a molte altre peculiarità del suo approccio alla musica, contribuì ad accrescerne la fama e l'influenza e divenne oggetto di discussione in numerose interviste.

## Biografia

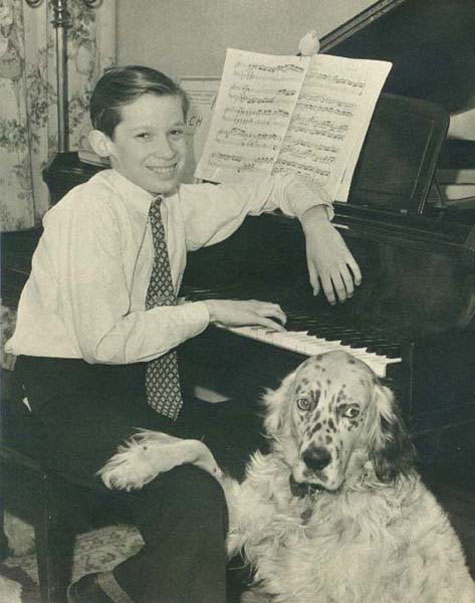
Gould da piccolo con il suo cane Nicky e, sopra lo spartito, il suo uccellino Mozart nel 1946.

Gould nacque a Toronto, in Ontario. Il cognome della famiglia paterna è sempre stato Gold, e tale rimane su tutti i documenti sino al 1938, mentre a partire dal 1939 il cognome stampato sui giornali, sui programmi e su altre fonti risulta essere quasi sempre Gould. Imparò a suonare il pianoforte dalla madre, il cui nonno era cugino di Edvard Grieg (a detta dello stesso Gould, il cognome della madre sarebbe infatti Grieg, e le teorie formulate da Gould per giustificare lo scambio di vocali non sono confermate). Frequentò il Royal Conservatory of Music di Toronto dall'età di dieci anni, e vi studiò pianoforte con Alberto Guerrero, organo con Frederick C. Silvester, e teoria musicale con Leo Smith.
È del 1945 la sua prima esecuzione pubblica (all'organo) e dell'anno successivo la sua prima apparizione con un'orchestra (l'Orchestra Sinfonica di Toronto) con l'esecuzione del Concerto per pianoforte n. 4 di Beethoven. Il suo primo concerto seguì nel 1947, e la prima trasmissione radiofonica per la CBC avvenne nel 1950. Questo fu l'inizio di un lungo rapporto con la radiofonia e con le sale da registrazione in genere.
Nel 1957 Gould si recò in tournée in Unione Sovietica. Fu il primo nord americano a suonarvi dopo la Seconda guerra mondiale. Suonò lo stesso anno con Herbert von Karajan e i Berliner Philharmoniker il terzo concerto per pianoforte e orchestra op. 37 di Beethoven. A Salisburgo suonò nel 1958 il Concerto per clavicembalo (pianoforte) e orchestra in Re minore di Johann Sebastian Bach con l'Orchestra reale del Concertgebouw diretta da Dimitri Mitropoulos e nel 1959 tenne un recital. Nel 1962 esegue nella Carnegie Hall di New York il Concerto per pianoforte e orchestra n. 1 (Brahms) diretto da Leonard Bernstein.
Il 10 aprile 1964 Gould tenne l'ultimo concerto pubblico, a Los Angeles in California e per il resto della sua vita si concentrò sui propri altri interessi: registrazioni, scrittura, trasmissioni radio, documentari e composizioni.
Gould morì nel 1982 a Toronto, in seguito ad un ictus. È sepolto nel cimitero di Mount Pleasant, a Toronto.

### Vita privata
Gould era estremamente geloso della sua privacy. Non si è mai sposato, anche se è stato confermato che dal 1967 e fino al 1972 ebbe una relazione con l'artista Cornelia Foss; ella arrivò al punto di separarsi dal marito, il direttore d'orchestra Lukas Foss, e di trasferirsi a Toronto assieme ai figli, dove divennero vicini di casa di Gould. Successivamente i due si lasciarono e la Foss tornò assieme al marito. La stessa ha parlato di alcuni comportamenti strani da parte del pianista, definiti "nevrotici", e del fatto che fosse convinto che qualcuno lo spiasse.
Gould era astemio e non fumava. Non cucinava nemmeno, ma ricorreva ai servizi a domicilio e in camera e ai ristoranti; consumava un solo pasto al giorno, integrato con biscotti alla fecola e caffè. In una lettera alla violoncellista Virginia Katims del 1973 affermò di essere divenuto vegetariano, all'epoca, da dieci anni, ma le sue note private contengono liste di pietanze che potrebbero rappresentare i suoi pasti, le quali includono roast beef, vitello, pollo e sogliola oltre a zuppe, insalate, patate ecc.
Era per sua stessa ammissione fortemente ipocondriaco e l'autopsia effettuata in seguito alla sua morte ha rivelato che numerose zone del suo corpo alle quali sovente lamentava dolori (tra cui i reni, la prostata, i muscoli e le ossa) in realtà non avevano alcuna anomalia. Si preoccupò costantemente dello stato di salute delle sue mani e raramente stringeva la mano a chicchessia. Assumeva numerose medicine, a partire da quelle che gli servivano per tenere a bada le conseguenze dell'infortunio alla spina dorsale occorsogli da giovane, e i suoi biografi hanno notato che era arrivato al punto di prendere medicine per combattere gli effetti collaterali di altre medicine. Secondo Cornelia Foss faceva ampio uso di antidepressivi.
È stato suggerito che potesse soffrire di disturbo bipolare, sulla base del fatto che gli capitava di non dormire per giorni interi, ma al contempo aveva improvvisi picchi di energia, guidava in maniera disattenta e, specialmente negli ultimi anni di vita, soffriva di episodi di profonda depressione.
Era un grande amante degli animali e lasciò metà dei suoi averi alla Toronto Humane Society (il resto andò all'Esercito della Salvezza).

## L'attività pianistica
Gould è noto per la sua viva immaginazione musicale e gli ascoltatori hanno sempre considerato le sue interpretazioni come qualcosa di eccezionale.
La sua interpretazione è stata caratterizzata da una grande chiarezza, con una maniacale pulizia delle note, in particolare nei passaggi di contrappunto. Gould visse in un momento in cui predominava un approccio che enfatizzava la grandiosità e in un certo senso la pesantezza delle esecuzioni di Bach, fatto che risaliva addirittura al XIX secolo, ma ancora ben presente sulla scena musicale. Ecco perché, in confronto, molti ascoltatori trovarono l'approccio di Gould come molto più leggero e gradevole, perfino rivelatorio. Lo stile di Gould ha influenzato gran parte dei successivi interpreti di Bach.
Gould aveva una tecnica formidabile che gli permetteva la scelta di tempi molto veloci, pur mantenendo le singole note chiare e fra loro ben distinte, caratteristica peculiare del suo stile. Faceva parte della sua tecnica assumere una posizione estremamente bassa rispetto allo strumento. Come evidenzia Charles Rosen, questa postura non è assolutamente indicata per chi voglia suonare alla maniera dei pianisti romantici del secolo precedente, che richiedevano in alcuni passaggi dei fortissimi molto accentuati (una posizione più alta rispetto alla tastiera permette l'applicazione di una maggiore forza da parte dell'esecutore), cosicché Gould a volte dovette falsare certi effetti nelle sue registrazioni del romantico Liszt con il ricorso all'overdubbing (sovrapposizione delle tracce audio).
Lo stile di Gould si prestava, invece, all'interpretazione di musica scritta in origine per il clavicembalo (come quella di J.S. Bach) raggiungendo comunque risultati straordinari anche nella musica originariamente scritta per pianoforte.

## Gould e il pianoforte
Gould ricercava un'esecuzione priva di sforzo, agile e ben articolata anche nei passaggi più rapidi; per molti versi affine a quella ottenibile sulla tastiera di un clavicembalo che è intrinsecamente più leggera di quella del pianoforte.
I suoi principali obiettivi musicali erano la chiarezza del fraseggio, l'evidenza delle voci nel contrappunto e l'espressività del timbro. Le sue inusitate scelte di stile e di repertorio lo indussero sempre a ricercare, in maniera persino ossessiva, pianoforti dalla meccanica rapida e scattante, e con un suono che rispondesse il più possibile alle sfumature del suo tocco.
In questo era assecondato dai suoi accordatori e tecnici di fiducia, tra i quali Verne Edquist, ai quali chiedeva insistentemente di intervenire sulla meccanica dei pianoforti in maniera da esaltarne all'estremo la rapidità di risposta e la varietà timbrica, anche al costo di sacrificare altre qualità dello strumento, come ad esempio la potenza e la gamma dinamica.
Queste ultime caratteristiche erano invece assai care ai tipici pianisti concertisti a lui contemporanei, i quali avevano la necessità di eseguire in grandi sale da concerto (e non nell'intimità della sala da registrazione, che gradualmente diventò sempre più l'ambiente di riferimento per Glenn Gould) repertori ampiamente dedicati alle opere dei romantici (tra cui Beethoven, Chopin, e soprattutto Liszt): brani generalmente assai più percussivi ed energici rispetto ai generi che Gould prediligeva.

### Il rapporto con la Steinway & Sons
Il suo punto di vista peculiare e controcorrente gli causò profondi e costanti contrasti con la Steinway, casa costruttrice tra le più blasonate, alla quale era legato contrattualmente sin dagli inizi della carriera. La Steinway vantava come punti di forza dei propri strumenti esattamente le caratteristiche che Gould meno apprezzava: la brillantezza degli acuti, la potenza dei bassi, la robusta "voce" che consentiva ai solisti di riempire le grandi sale da concerto. Gould pertanto si dichiarava sistematicamente insoddisfatto degli strumenti da concerto che gli venivano proposti, e dal canto loro i tecnici specializzati della Steinway trovavano le contestazioni di Gould abbastanza incomprensibili, frutto fondamentalmente della sua eccentricità. Steinway garantiva a Gould, come agli altri "artisti Steinway", notevolissimi vantaggi, come pianoforti da concerto in comodato d'uso e un'assistenza meticolosa e puntuale, a patto che non utilizzasse strumenti di altri costruttori: uno status di grande privilegio e di indubbio vantaggio, al quale i pianisti (Gould incluso) difficilmente rinunciavano, nonostante le occasionali disavventure. Né Gould poteva sperare, abbandonando la Steinway, che era pur sempre una casa costruttrice di primissimo livello, di trovare altrove lo strumento che cercava: i timidi e segretissimi tentativi di contatto con altri costruttori si erano sempre rivelati vani. Dal canto suo la Steinway era fortemente intenzionata a tenersi stretto il pianista canadese più noto e talentuoso, benché fosse sovente tanto eccentrico ed esigente da risultare insostenibile. Pur nell'alternanza di momenti di pacifica collaborazione e altri di mutua insofferenza, questo tormentato rapporto si protrasse fino agli ultimi anni della vita dell'artista (che però utilizzò per alcune delle sue ultime incisioni, tra cui la seconda incisione delle Variazioni Goldberg, uno Yamaha).

### Lo Steinway CD 318
Tra i suoi strumenti prediletti va ricordato l'amato Steinway CD 318, incontrato per caso e poi lungamente perfezionato da Edquist, che incarnava il suo strumento ideale: ciò andava contro l'opinione di tutti i tecnici della Steinway, che lo consideravano unanimemente un piano vecchio e malandato e sicuramente non all'altezza degli strumenti di punta della casa, che invece Gould detestava. Il CD 318 è stato il pianoforte degli anni più fertili della carriera di Gould.
Questo strumento rimase gravemente danneggiato durante un trasporto, di ritorno da Cleveland dove era stato spedito in previsione di un concerto (da Gould annullato in extremis).
Curiosa coincidenza, proprio un viaggio a Cleveland, e un incidente analogo, erano stati fatali per un altro Steinway modello CD che era stato caro a Gould prima di incontrare il 318. È possibile che proprio questo precedente sinistro avesse indotto Gould, incline a comportamenti superstiziosi, ad annullare il concerto; va comunque detto che annullare i concerti era diventato via via sempre più consueto per Gould, nel suo progressivo distacco dal mondo delle esecuzioni dal vivo.
Solo dopo anni di restauri e di tentativi, solo in parte fruttuosi, per riportarlo allo stato di grazia a cui lo avevano condotto i precedenti anni di affinamento, Gould si arrese alla necessità di utilizzare per le incisioni uno strumento diverso. Nonostante il danneggiamento Gould aveva comunque continuato ad incidere sul 318 (ad esempio, le Suites Inglesi di Bach sono registrate sul 318 restaurato), per il quale non riusciva ad individuare nessun possibile sostituto. Quando terminò il contratto di comodato con la Steinway, Gould riscattò il CD 318 per evitargli la rottamazione a cui era certamente destinato.
Attualmente il pianoforte è esposto in una sala dedicata a Gould alla Library and Archives Canada di Ottawa, insieme all'altrettanto famosa sedia pigmea.

## Repertorio e incisioni
Gould fece la prima registrazione ufficiale per la CBS nel 1955. Egli aveva scelto di registrare le Variazioni Goldberg di Johann Sebastian Bach. Il manager della sezione "musica classica" della Columbia, David Oppenheim, era inizialmente perplesso su questa scelta dal momento che si trattava di letteratura colta e ricercata. Le Goldberg erano state infatti registrate al clavicembalo da Wanda Landowska nel 1933 e nel 1946 rispettivamente per la His Master's Voice britannica e per la RCA Victor ed erano state un piccolo bestseller del momento, tanto che la registrazione che ne aveva fatto al pianoforte Claudio Arrau nel 1942 per la RCA fu bloccata dalla casa discografica per non compromettere l'edizione della Landowska (l'edizione Arrau uscì poi in CD nel 1988). E tuttavia le precedenti incisioni della Landowska avevano contribuito a saturare un target di nicchia. Da qui le perplessità di Oppenheim.
Le Variazioni furono composte per un clavicembalo a doppia tastiera, pertanto le difficoltà esecutive erano amplificate sul piano, a causa della meccanica più pesante e impegnativa e dei funambolici passaggi con le mani incrociate o sovrapposte resi necessari dalla tastiera unica. In realtà era un pezzo con cui Gould fu associato strettamente, tanto che esiste una registrazione mono del 1954, recentemente ripubblicata e Gould, in molti dei suoi concerti, suonava le Goldberg per intero o in parte. Una delle sue ultime registrazioni è stata di nuovo quest'opera bachiana, uno dei pochi pezzi che Gould abbia registrato due volte in studio. Entrambe le registrazioni sono state acclamate dalla critica, anche se (o forse proprio perché) molto diverse l'una dall'altra: la prima assai energica e con tempi frenetici, la seconda più lenta e più introspettiva.
Gould registrò molte altre opere di Bach per strumenti a tasti, tra cui il Clavicembalo ben temperato in versione completa e alcuni dei concerti per clavicembalo, in particolare il prediletto BWV 1052. La sua unica registrazione all'organo consiste in circa metà de L'arte della fuga. Gould ha anche collaborato con i membri della New York Philharmonic, il flautista Julius Baker e il violinista Rafael Druian in una registrazione del Concerto brandeburghese N. 4 in Sol maggiore, BWV 1049 di Johann Sebastian Bach. A Bach è dedicata anche l'unica registrazione di Gould all'organo (parti dell'Arte della Fuga) (Columbia,  ML 5738 = MS 6338, 1962).
Gould ha inciso anche brani per pianoforte di altri compositori, sebbene sia stato molto critico su alcuni, tra cui Mozart del quale ad esempio non apprezzava le composizioni tarde; tuttavia ne registrò tutte le sonate. Scartò quasi completamente dal suo repertorio gran parte degli autori romantici, come Schubert, Mendelssohn, Chopin, Schumann (che detestava) e Liszt; apprezzava invece Brahms. Fece alcune eccezioni: anche se fu sempre molto critico nei confronti di Chopin, affermando di suonare la sua musica al massimo un paio di volte l'anno in privato, nel 1970 ne eseguì la Sonata per pianoforte n. 3 per la CBC e ammise che "più o meno" gli piacevano alcuni passaggi e il primo movimento; tuttavia, non registrò mai alcuna opera di Chopin.
Delle opere per pianoforte di Beethoven registrò molto, prediligendo il periodo giovanile e quello tardo: tutti i cinque concerti per pianoforte, ventidue sonate per pianoforte, numerose bagatelle e variazioni. Per quanto riguarda Liszt, fu il primo a registrare le sue trascrizioni per pianoforte delle sinfonie di Beethoven (la quinta nel 1967 e la sesta nel 1969).
Era orgoglioso di alcune musiche, poco note al pubblico, che facevano parte del suo repertorio, come le prime opere per strumenti a tastiera di Orlando Gibbons; ha inoltre registrato esecuzioni, molto apprezzate dalla critica, di brani poco conosciuti di Jean Sibelius, Richard Strauss e Paul Hindemith. Di questo autore è da segnalare l’incisione di tutte le sonate per pianoforte e di tutte le sonate per pianoforte e ottoni, realizzata con le prime parti della Philadelphia Orchestra. Notevole è anche la registrazione dell'opera completa per pianoforte di Arnold Schönberg.
Un'incisione di Gould del Preludio e Fuga in Do, n. 1 dal primo libro del Clavicembalo ben temperato è stata indicata dal comitato presieduto da Carl Sagan presso la NASA come una delle più grandi conquiste dell'umanità. La registrazione si trova sul Voyager Golden Record, un disco di rame placcato d'oro di 30 cm (12 pollici) con suoni e immagini scelti per descrivere la varietà di vita e cultura sulla Terra. Il disco è stato collocato sulla navicella Voyager 1, che ora sta procedendo nello spazio interstellare ed è l'oggetto prodotto dall'uomo più distante dalla Terra.
Infine, la sua unica prova da direttore d'orchestra vide la luce nel 1973, per la Columbia, e fu interamente dedicata a Wagner: l'Idillio di Sigfrido (nell'arrangiamento originale per 13 strumenti; registrato nuovamente nel 1982 con l'orchestra al completo), il preludio all'Atto I dei Maestri cantori di Norimberga e l'Alba e Il viaggio di Sigfrido attraverso il Reno dal Crepuscolo degli Dei. Il CD fu ristampato nel 1990 dalla Sony, con l'inclusione di entrambe le versioni dell'Idillio.
- Bach, The Goldberg Variations - Gould, 1955 Columbia - Grammy Hall of Fame Award 1983
- Bach, The Goldberg Variations - Gould, 1973 Columbia Masterworks - Grammy Award al miglior album di musica classica e Grammy Award for Best Instrumental Soloist Performance (without orchestra) 1982
- Beethoven, Sonatas No. 12 A-Flat Major Op. 26/No. 13 E-Flat Major Op. 27-1 - Gould, 1983 CBS Masterworks – Grammy Award for Best Instrumental Soloist Performance (without orchestra) 1983.

## Carattere e personalità
Glenn Gould spesso canticchiava mentre suonava, e i suoi tecnici del suono non sempre sono riusciti ad escludere la voce dalle sue incisioni. Gould affermava che il suo canto era qualcosa di involontario, e che cresceva proporzionalmente all'incapacità del pianoforte di realizzare la musica esattamente come egli la intendeva.

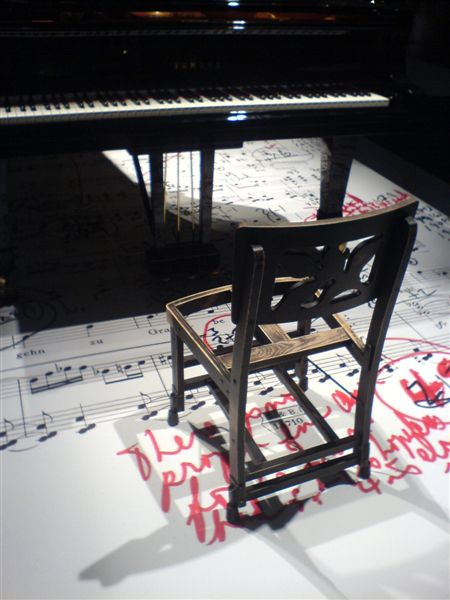
La replica ufficiale della sedia di Glenn Gould

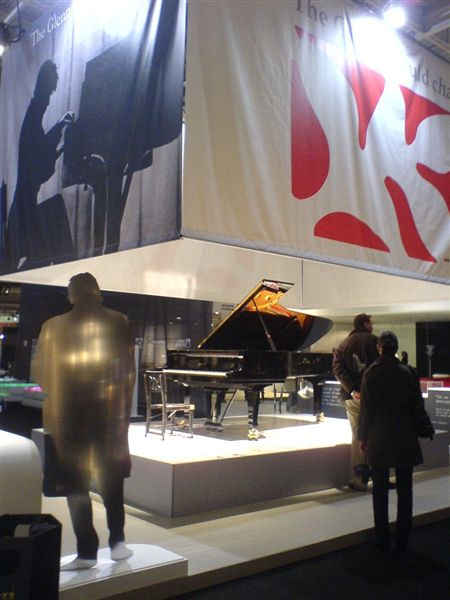
La sedia presentata a Parigi 2007

Gould era anche noto per i movimenti del corpo mentre suonava e per la sua insistenza nel seguire una precisa routine. Suonava nei concerti sempre seduto sulla sedia pieghevole, con gambe regolabili singolarmente, che suo padre, Bert Gould, aveva fatto costruire, e continuò ad utilizzarla anche quando era quasi completamente consumata. La sedia è così strettamente identificata con la sua figura da essere in mostra in una teca di vetro nella Library and Archives Canada. Lui stesso dichiarò in un famoso video che la sedia gli era "molto più vicina della stessa musica di Bach". L'importanza di questo oggetto è dimostrata dal fatto che il fondo canadese detentore dei diritti legati alle opere di Glenn Gould ha individuato solo nel 2006 la società a cui affidarne la riproduzione ufficiale.
Tra le altre eccentricità di Gould, vi era la richiesta di impostare il riscaldamento delle sale in cui suonava a una ben precisa temperatura, molto elevata, col risultato di suonare in un ambiente molto caldo. Il pianoforte doveva essere collocato a una determinata altezza, e se necessario imponeva di rialzarlo con blocchi di legno; altre volte chiese di mettervi sotto un tappeto. Come già detto, suonava solo ed esclusivamente sedendosi sulla sua sedia personale, fabbricata dal padre, che aveva la seduta a esattamente quattordici pollici dal suolo, poco più di trentacinque centimetri. Il risultato era una posizione del corpo nettamente più bassa della norma e, come infatti si può notare dalle registrazioni audiovisive e dalle fotografie, Gould suonava in una posizione del tutto opposta a quella canonicamente insegnata per il pianoforte: volto vicinissimo alla tastiera e polsi piegati verso il basso, quasi aggrappato allo strumento.
Le sue manie e il carattere ostinato da un lato, e il suo talento dall'altro, suscitarono opinioni contrastanti dai direttori d'orchestra con cui si trovò a lavorare: George Szell disse di lui al proprio assistente: «Questo è pazzo, ma è anche un genio». Leonard Bernstein disse di aver apprezzato la possibilità di lavorare con lui (attestato di stima ricambiato da Gould), ma un concerto che i due tennero assieme, con Gould al pianoforte solista e Bernstein a dirigere la New York Philharmonic (6 aprile 1962), fu teatro di un famoso incidente: il programma prevedeva il concerto per pianoforte e orchestra n. 1 in Re minore (op. 15) di Brahms, e Bernstein salì sul palco prima dell'inizio della serata per avvertire il pubblico che non si sarebbe preso la responsabilità di ciò che avrebbero sentito. Aggiunse una domanda che suscitò le risate dei presenti: «In un concerto chi è che comanda? Il solista? O il direttore?»; si diede, a ruota, anche una risposta: «La risposta è, chiaramente, a volte uno a volte l'altro, dipende dalle persone coinvolte». Bernstein si riferiva ad un incidente occorso durante le prove, quando Gould insistette per suonare l'intero primo movimento dimezzando il tempo segnato in partitura, un accorgimento che fu in effetti accolto da Bernstein. Harold Schonberg interpretò le dichiarazioni di Bernstein come un attacco diretto a Gould, il quale ad ogni modo si ritirò dalle scene di lì a poco.
Sempre tornando alla sua personalità, ben nota era la sua avversione per il freddo: indossava, estate ed inverno, abiti pesanti, guanti e cappotti, e una volta fu persino arrestato in Florida, forse perché la polizia lo scambiò per un vagabondo. Odiava inoltre le convenzioni sociali; negli ultimi anni limitò i suoi contatti personali al minimo e concesse rarissime interviste di persona, preferendo lunghe telefonate. Altra sua caratteristica era che detestava visceralmente che lo si toccasse: una volta fu accolto alla Steinway Hall dal capo del dipartimento pianoforti, William Hupfer, con una pacca sulla spalla; Gould, scioccato, lamentò dolori, difficoltà coordinatorie e fatica a causa di questo colpo, e arrivò a paventare la possibilità di far causa alla Steinway se l'infortunio fosse stato permanente. Era anche noto perché, a volte, annullava i concerti all'ultimo secondo, letteralmente all'ultimo secondo, con il pubblico già in sala. Bernstein introdusse il già citato evento brahmsiano del 1962 dicendo al pubblico di non preoccuparsi, ché Gould era arrivato e sarebbe apparso sul palco di lì a poco.
Gould si creò inoltre dozzine di alter ego, che usava per scrivere recensioni critiche o assurde alle sue stesse performance. Tra essi divennero celebri il musicologo tedesco Karlheinz Klopweisser, il direttore d'orchestra inglese Sir Nigle Twitter-Thornwaite e il critico americano Theodore Slutz. Questo singolare aspetto della personalità di Gould ha attirato le attenzioni degli psicologi, che l'hanno interpretato alternativamente come "gioco" o come nevrosi.
Ha affermato: «Mozart è morto troppo tardi» da leggere in senso metaforico visto che Mozart, morto a 35 anni, dopo i 25 fece un viaggio in Italia, e fu condizionato, negativamente secondo Gould, dal melodramma italiano. In realtà Mozart viaggiò per l'Italia e scrisse opere italiane dall'età di 13 anni (1769). Più aspra la critica a Schumann, di cui disse: «Non aveva competenza come pianista e, se non fosse stato per quella sua scaltra mogliettina che si impegnò a eseguire tutte quelle sue mediocri composizioni, noi neanche sapremmo della sua esistenza». Al compositore Oskar Morawetz, che obiettò sull'interpretazione di Gould della sua Fantasia in re minore, Gould disse: «Mi sembra, da come lei parla, che lei non capisca la sua stessa musica».

## Composizioni originali
La sua produzione, pur molto ristretta, comprende brani di notevole spessore come il Quartetto per archi op. 1 e l'umoristico So You Want to Write a Fugue? per quattro voci SATB e quartetto d'archi, una scanzonata esortazione a se stesso a cimentarsi con una fuga - il brano in questione - ponendo l'attenzione sui tranelli e le difficoltà che questo procedimento comporta. Curò inoltre alcune trascrizioni da Richard Wagner.
Tali trascrizioni comprendono il Preludio del I atto de I maestri cantori di Norimberga, brani tratti da Il crepuscolo degli dei fra i quali Alba e viaggio di Sigfrido sul Reno, ed infine l'Idillio di Sigfrido, di cui ha anche diretto la versione originale per tredici strumenti.

## I documentari radiofonici
Meno note, ma comunque apprezzate dalla critica, sono le registrazioni di Gould per alcuni documentari radiofonici chiamati dallo stesso autore "radiodramas" (radiodrammi) che compongono la Solitude Trilogy (Trilogia della solitudine), costituita da The Idea of North (L'idea del Nord), una meditazione sul Nord e sulla sua gente; The Latecomers (I ritardatari), su Terranova; e The Quiet in the Land (Il riposo in campagna), sulla comunità dei Mennoniti a Manitoba. Tutti e tre utilizzano un tecnica che Gould definì "radio contrappuntistica", per cui molte persone si sentono parlare insieme nello stesso momento. Secondo il suo co-produttore Lorne Tulk, egli dapprima aveva utilizzato questa tecnica solo per un'evenienza, dal momento che si era accorto che aveva materiale in eccesso per quattordici minuti per L'idea del Nord. È questa tecnica, combinata con la sua straordinaria abilità nella revisione e nel montaggio e nell'uso delle tecniche di registrazione anche delle conversazioni ordinarie a rendere unici i suoi documentari, anche considerando l'epoca nella quale sono stati realizzati, quando non esistevano certe tecniche di elaborazione digitale dei suoni.

## Gould saggista
(Glenn Gould, L'ala del turbine intelligente, p.169 )
Essenziale per la comprensione delle scelte estetiche del pianista, la sua attività di saggista spazia dalla musica rinascimentale (Orlando Gibbons è il suo autore preferito, a quanto afferma nell'articolo Glenn Gould interviews himself about Beethoven) a quella contemporanea (John Cage). La sua penna intelligente e provocatoria ha scritto su riviste, copertine di dischi e programmi di sala, sempre gettando una nuova e personalissima luce sui grandi compositori e le loro opere. Discutibili fin che si vuole, a questi saggi brevi non manca mai la fiamma dell'idea, dell'ironia, addirittura del divertimento. Famose sono le interviste a sé stesso, che hanno dato spunto anche ad uno dei "piccoli film" citati più sotto. Molti di questi scritti, tra cui il citato Glenn Gould interviews himself about Beethoven, sono raccolti, in Italia, nel volume L'ala del turbine intelligente, edito da Adelphi.

## Riconoscimenti
Glenn Gould ha ricevuto molte onorificenze durante la vita e anche dopo la morte. In occasione dell'uscita della prima incisione per la CBS, nel 1955, la stampa d'oltreoceano scriveva già di un fenomeno Gould: non è un caso se le Variazioni Goldberg, capolavoro di Bach semisconosciuto ai più fino a quel momento, sia balzato in testa alle classifiche delle vendite, superando una delle hit di Louis Armstrong. La rivista New Yorker scrisse di lui: "un Marlon Brando del pianoforte". Nel 1983, è stato incluso nella Canadian Music Hall of Fame.

## Nella cultura di massa
Nel 1983 lo scrittore austriaco Thomas Bernhard ha scritto Il soccombente, un romanzo di finzione di cui è protagonista il pianista canadese, oggetto di ammirazione e di ossessione da parte di due suoi colleghi non altrettanto grandi. Nel 1993 la biografia di Glenn Gould è stata il soggetto di un film premiato dalla critica, Trentadue piccoli film su Glenn Gould (Thirty Two Short Films About Glenn Gould) di François Girard.
Nel 2015 viene pubblicata una biografia a fumetti del musicista: Glenn Gould, una vita fuori tempo, opera dell'illustratrice francese Sandrine Revel, tradotta e pubblicata anche in italiano.
Compare anche nel film del 2018 "La casa di Jack" del regista danese Lars Von Trier.